# Rue Sibuet
La rue Sibuet est une voie située dans le quartier du Bel-Air du 12e arrondissement de Paris.

## Situation et accès
La rue Sibuet est accessible à proximité par la ligne de métro 6 aux stations Picpus et Bel-Air.

## Origine du nom
Elle porte le nom du général Benoît Prosper Sibuet (1773-1813) en raison de sa proximité avec la zone militaire de l'enceinte de Thiers. 

## Historique
Cette rue historiquement ouverte au XVIIIe siècle est tracée sur le plan cadastral de 1812 de la commune de Saint-Mandé, depuis l'actuel boulevard de Picpus jusqu'à l'avenue Daumesnil. Elle portait alors le nom de « sentier Saint-Antoine » puis elles est classée dans la voirie parisienne en vertu d'un décret du 23 mai 1863 avant de prendre sa dénomination actuelle par un décret du 10 août 1868 : 
Décret du 10 août 1868
« Napoléon, etc., 

Sur le rapport de notre ministre secrétaire d’État au département de l'Intérieur,
Vu l'ordonnance du 10 juillet 1816 ;
vu les propositions de M. le préfet de la Seine ;
Avons décrété et décrétons ce qui suit :
Article 8. — Les voies ci-après indiquées du 12e arrondissement prendront les dénominations suivantes :
« Sentier Saint-Antoine » prendra le nom de rue Sibuet ;
Impasse de Reuilly prendra le nom de rue Rondelet ;
Rue des Moulins prendra le nom de rue Lamblardie ;
etc.
Article 17. — Notre ministre secrétaire d'État au département de l'Intérieur est chargé de l'exécution du présent décret.
Fait au palais de Fontainebleau, le 10 août 1868. »
Avant 1893, la rue englobait l'ensemble de l'actuelle rue de Toul située dans son prolongement au-delà du chemin de fer de la ligne de Vincennes.

## Bâtiments remarquables et lieux de mémoire
- La rue donne accès à la Promenade plantée et débouche sur le square Courteline.
- L'école privée catholique Immaculée-Conception.